# Las malas intenciones
Las malas intenciones è un film del 2011 diretto da Rosario Garcia-Montero.